# Portella della Ginestra
Portella della Ginestra (lett. Gryka e Spartavet in albanese, più nota localmente come Purtelja e Jinestrës) è una località montana del comune di Piana degli Albanesi, situata a 3 km circa dall'abitato, nella città metropolitana di Palermo.
Il sito è conosciuto per essere stato tristemente teatro il 1º maggio 1947 della prima strage dell'Italia repubblicana, la strage di Portella della Ginestra, con l'eccidio di contadini e delle loro famiglie, che in questo luogo si erano raccolti per festeggiare la ricorrenza della Festa dei lavoratori, ad opera della banda criminale di Salvatore Giuliano. In un’area recintata, attorno alla "pietra di Barbato", cippi commemorativi di roccia ricordano i nomi delle vittime. 
Il memoriale di Portella della Ginestra, luogo simbolo della lotta alla mafia, è un sito di interesse culturale vincolato dalla regione Sicilia.

## Geografia

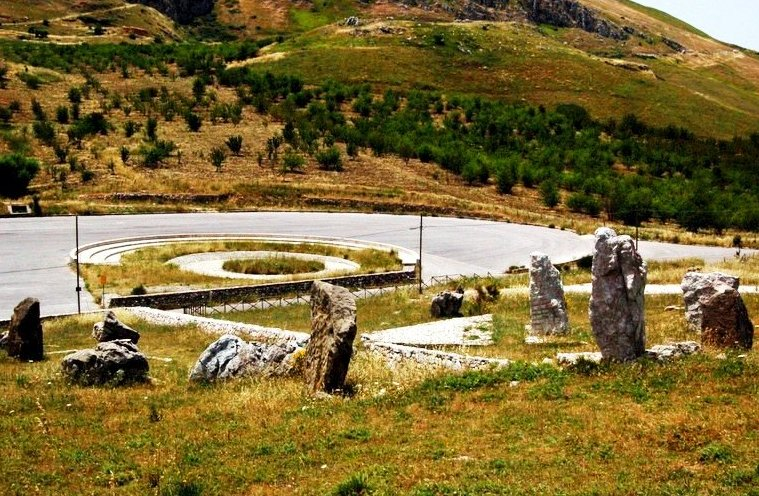
Panoramica

Portella della Ginestra si inserisce nella vallata circoscritta dal monte Kumeta e Maja e Pelavet (toponimo in lingua albanese, letteralmente Pizzo delle Cavalle), sovrastata dal monte Pizzuta, è caratterizzata per la presenza di grosse pietre calcaree.

## Origine del nome
La località prende il nome dai fiori selvatici che vi sbocciano in abbondanza in primavera. Gli abitanti di Piana degli Albanesi chiamano il luogo Purtelja e Jinestrës, talvolta erroneamente e Gjinestrës, oppure più semplicemente Purtelja. Citata talvolta come Portella delle Ginestre; nella lingua locale, l'albanese, si riporta il toponimo "Gryka e Spartavet", letteralmente "Gola/Imboccatura delle Ginestre".

## La strage

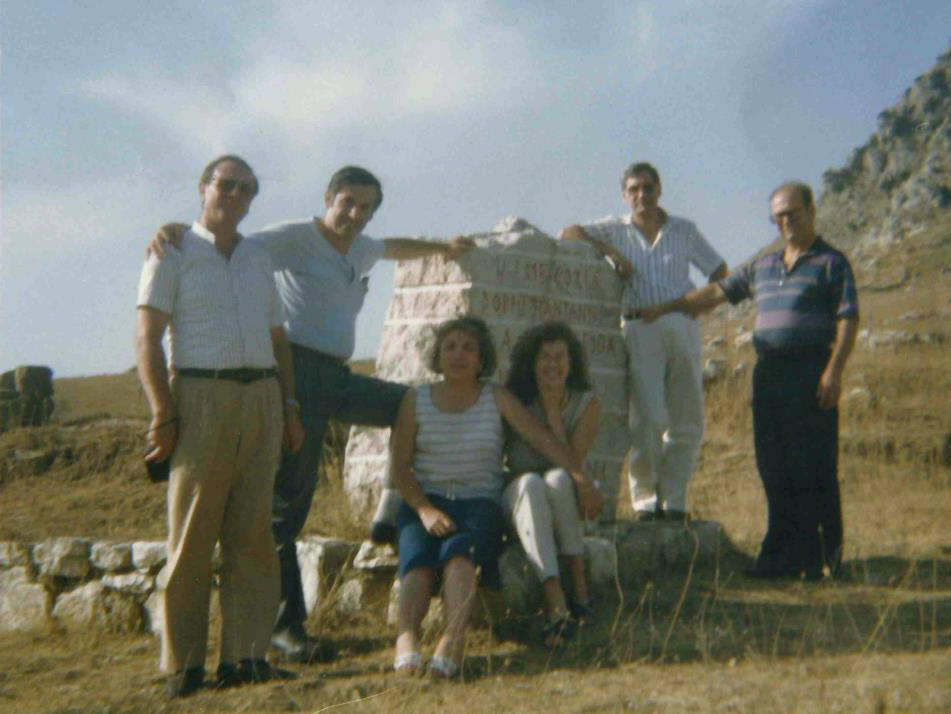
Rappresentanti delle comunità albanesi di Basilicata, Puglia e Sicilia a Portella della Ginestra (1989)

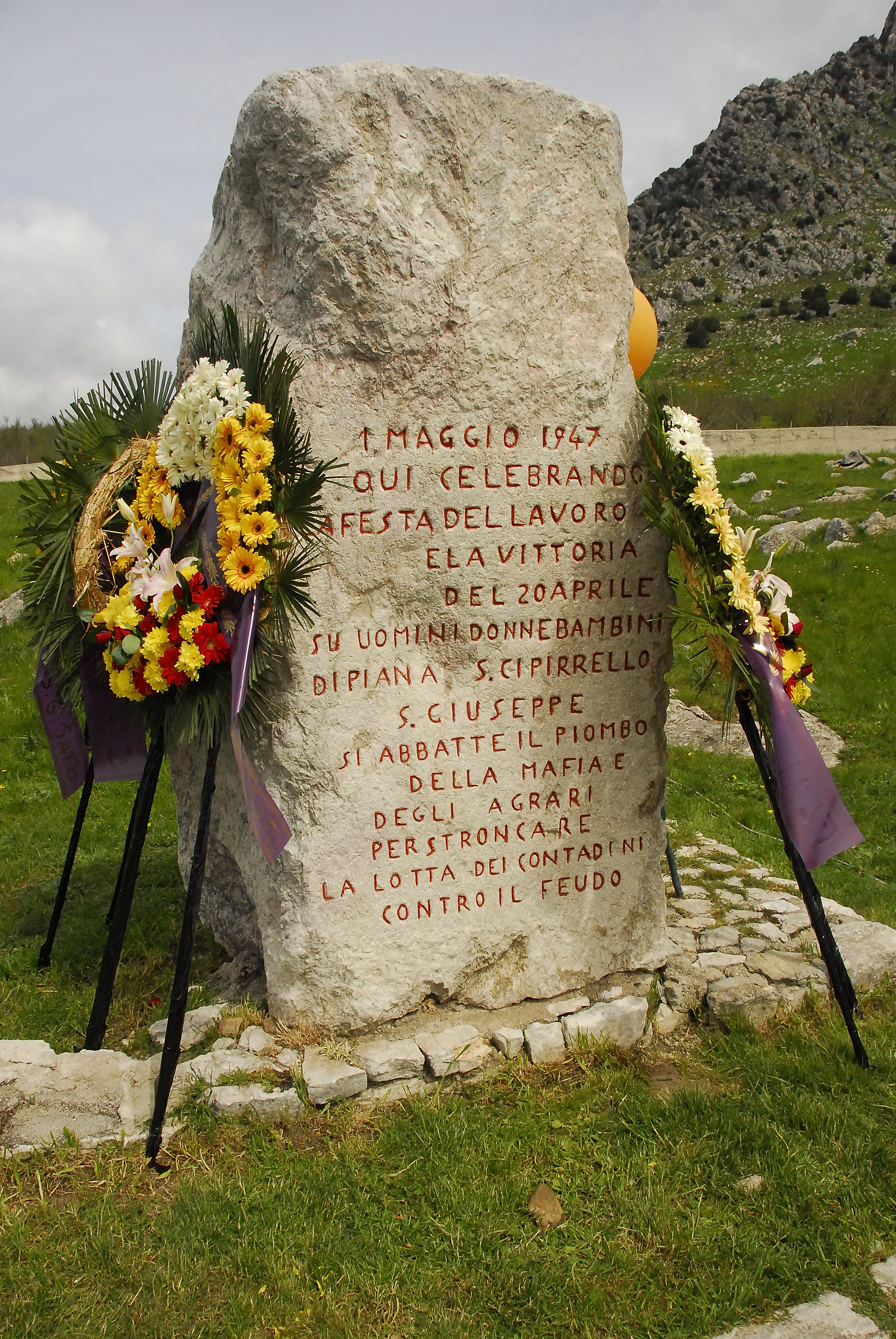
Una delle grandi pietre incise del Memoriale

(I sopravvissuti alla strage di Portella della Ginestra)
(Giorgio Napolitano, primo presidente della Repubblica Italiana recatosi nel 2007 a Portella della Ginestra.)

### Il memoriale
Sul luogo della tragedia sorge un memoriale, opera dell'artista Ettore de Conciliis, costituito da numerose iscrizioni incise su pietre locali di grandi dimensioni, poste attorno al "Sasso di Barbato", dal nome del socialista italo-albanese Nicola Barbato da Piana degli Albanesi, fondatore e dirigente dei Fasci siciliani dei Lavoratori.
Il Memoriale di Portella delle Ginestra (Përmendorja e Purteles së Jinestrës) è una originale sistemazione naturale-monumentale del luogo, situato nella contrada omonima di Piana degli Albanesi. La sistemazione monumentale di Portella della Ginestra è un'opera di land art (arte della terra, del territorio), prima opera di land art in Italia, di cui vi sono altri svariati esempi nel mondo. Il Memoriale è stato progettato e realizzato tra il 1979-1980 da Ettore de Conciliis, pittore e scultore, con la collaborazione del pittore Rocco Falciano e dell'architetto Giorgio Stockel.
L'opera, a carattere non effimero né ideologico, è stata immersa nella natura e nel paesaggio per evitare di chiudere la memoria della strage in un blocco architettonico o in un chiuso gruppo di figure. Andando oltre le sistemazioni monumentali concepite in modo più tradizionale, l'artista ha tentato di imprimere un gigantesco e perenne segno della memoria sul pianoro sassoso di Portella della Ginestra. Un muro a secco fiancheggiato da una tipica trazzera, per una lunghezza di circa 40 metri, taglia la terra, come una ferita, nella direzione degli spari. Tutt'intorno, per un'area di circa un chilometro quadrato, luogo dell'eccidio del 1º maggio 1947, si innalzano grandi massi in pietra locale, alti da 2 a 6 metri, cavati sul posto della pietraia. Uno di essi è il masso di Nicola Barbato, da dove il prestigioso dirigente arbëresh dei Fasci Siciliani dei Lavoratori era solito parlare alla sua gente. Altri figurano sinteticamente corpi, facce e forme di animali caduti. In altri due sono rispettivamente incisi i nomi dei caduti e una poesia.
Su delibera del Comune di Piana degli Albanesi si prevede nel sito anche un altro grande masso, sempre in pietra locale, con incisa una poesia in lingua albanese:
(Alla bocca delle ginestre, sul campo rosso, cadde l'aquila che attaccò gli stranieri i turchi. I lavoratori vennero sulla montagna per una festa e li uccisero, i contadini sulla roccia per vivere e li videro. Il primo maggio anche le pietre bevvero sangue. I ragazzi caddero e i vecchi in primo luogo nella Portella della Ginestra piena di morti!, Një maj 1947 di Giuseppe Schirò Di Modica, conosciuto con lo preudonimo Sdruballi.)

## Influenze nella cultura e nell'arte
- Numerosi i film che si ispirano al tema o ne parlano direttamente: I fuorilegge (1950); Salvatore Giuliano (1962); Il siciliano (1987); Segreti di Stato (2003).
- Renato Guttuso ha realizzato molti schizzi e alcune opere relative alla strage.
- È stato dedicato a Portella della Ginestra nel 1997 il dramma teatrale in lingua arbëreshe Lule të shumta ka gjinestra ("Ha molti fiori la ginestra"), del poeta Zef Schirò Maji.
- Canzone dal titolo "Portella Della Ginestra" del 1980 nell'album di musica popolare Il Pifferaio del gruppo Yu Kung.
- Nel 2016 il romanzo "Noi che gridammo al vento" di Loriano Macchiavelli parla della storia di Portella della Ginestra e in generale degli italo-albanesi.